# Zajditák
A zajditák vagy másképp: zajdik, zajdijja (arabul: الزيدية ’az-zajdijja’) vagy ötös síiták az iszlám síiták három fő ágának egyike, a szunnitákhoz legközelebb álló irányzat. A 8. században alakult ki.

## Történet
A 4. imám 713-ban bekövetkezett halála után az utódlás Muhammad al-Bákirra (Al-Huszajn unokájára) szállt. A síiták egy csoportja azonban úgy vélte, hogy túlzottan hajlik a kompromisszumkötésre az Omajjáda-kalifákkal, ezért Bákir fiatalabb féltestvérét, Zajdot ismerték el 5. imámként.
Zajd sikertelen felkelést indított az Omajjádok ellen, és kivégezték. Hívei a jemeni hegyekbe és a Kaszpi-tenger déli partvidékére vonultak vissza. A 10. századtól egészen az 1962-es forradalomig ők uralták Jement, és a fennhatóságuk alatt állt a Kaszpi-tengertől DNy-ra húzódó régió is.
Ma leginkább Jemen nyugati felén, és Szaúd-Arábia jemeni határvidékén élnek.

## Nézeteik
Abban megegyeznek a többi síitával, hogy az imámnak Ali valamelyik leszármazottjának kell lennie. Abu Bakrt és Omárt törvényes kalifaként ismerik el, viszont Oszmán megítélését illetően már nézeteltérés van közöttük.
Nem osztják azt a nézetet sem, hogy a törvényes imámok meghatározott öröklési rend szerint kell kövessék egymást. Hitük szerint nem kell mindig léteznie egy élő imámnak, és nem fogadják el a rejtőzködő imám (mahdi) koncepcióját sem.